# Ceresole Alba
Ceresole Alba är en ort och kommun i provinsen Cuneo i regionen Piemonte i Italien. Kommunen hade 2 054 invånare (2018).